# Infurcitinea karadaghica
Infurcitinea karadaghica is een vlinder uit de familie echte motten (Tineidae). De wetenschappelijke naam is voor het eerst geldig gepubliceerd in 1979 door Zagulajev.
De soort komt voor in Europa.